# S31HW
S31WHはHuaweiが開発しイー・モバイルが販売するW-CDMA及びGSM通信方式に対応するAndroidをOSに搭載したWi-Fiルーター。通称Pocket WiFi S。2011年1月14日発売。

## 概要
イー・モバイルがファーウェイ・ジャパンに依頼し、日本国外で発売されているIDEOSを日本向けに仕様変更した機種である（型番:U8150-92）。このほか、日本通信からも若干仕様が異なるU8150がIDEOS(型番:BM-SW)として販売されている（日本通信版との悶着についてはIDEOS#技適騒動を参照のこと）。
元々は安価なAndroidスマートフォンとして開発されたIDEOSではあるが、イー・モバイルでは「通話ができるWiFiルーター」という位置付けで発表した。WiFiルーター機能は、Android 2.2から標準搭載されたテザリング機能を活用する事で実現しており、最大接続機器数は5台。音声通話可能なため、WiFiルーター向けのデータ通信専用プランではなく、スマートフォンと同じ音声総合プランでの契約となる。販売価格が安価でもあることからアシスト1200は使用できない。
公式にSIMロックフリーであることが謳われており、NTTドコモのFOMAカード（ドコモUIMカード）またはSoftBank 3G USIMカードを挿入することで、W-CDMAの2GHz帯エリアや、ドコモならば東名阪バンドエリアで利用可能となっている。他社とは異なり、SIMロック解除作業や手続きは必要ない。

## IDEOSと異なる点
- Pocket WiFiとして使用するウィジェットが工場出荷状態でホーム画面に配置されている。
- IDEOSに標準搭載されているラジオ機能が使用できない。
- ドコモUIMカードを利用してもFOMAプラスエリアでは利用できない。
- HSUPAに対応しており、上り最大5.8Mbpsと高速化されている。
- 同梱バッテリーカバーが異なり、黒・青・桃に「Pocket WiFi」のロゴが入ったオリジナルモデルとなっている。
- イー・モバイル版ではmicroSDが標準で同梱している。